# Остаріофізи
Остаріофізи (Ostariophysi) — другий за розміром надряд риб. Ця група містить майже 8000 видів, близько 28 % всіх відомих видів риб і 68 % прісноводних риб, представлених на всіх континентах, крім Антарктики. Одною з характерних риб цього надряду є наявність Апарату Вебера. Представники ряду є важливими комерційними видами, які також відомі об'єкти спортивного рибальства, акваріумістики та досліджень.

## Таксономія
Поділяється на дві групи: Anotophysi і Otophysi. У старій літературі Ostariophysi обмежуються тільки рибами, які наразі належать до Otophysi. Група Otophysi була описана в 1970 р. Розеном і Грінвудом щоб відрізнити традиційних остаріофіз від ряду Gonorynchiformes.
- Група Anotophysi
  - Гоноринхоподібні (Gonorynchiformes), близько 37 видів
- Група Otophysi (або Euostariophysi)
  - Коропоподібні (Cypriniformes), близько 3268 видів
  - Харациноподібні (Characiformes), близько 1674 видів
  - Сомоподібні (Siluriformes), близько 1727 видів
  - Гімнотоподібні (Gymnotiformes), як мінімум 173 видів (іноді відносять до Siluriformes)